# 熊本県道191号部田見木葉線
熊本県道191号部田見木葉線（くまもとけんどう191ごう へたみこのはせん）は、熊本県玉名市から玉名郡玉東町に至る一般県道である。

## 概要
玉名市天水地域とJR九州鹿児島本線木葉駅とを結んでいる。

### 路線データ
- 起点：熊本県玉名市天水町部田見（天水町部田見交差点、国道501号・熊本県道1号熊本玉名線交点）
- 終点：熊本県玉名郡玉東町大字木葉（国道208号交点）

## 路線状況

### 重複区間
- 熊本県道113号玉名植木線（玉名市天水町尾田 - 玉名郡玉東町大字原倉）

## 地理

### 通過する自治体
- 玉名市
- 玉名郡玉東町

### 交差する道路
| 交差する道路                         | 市町村名 | 市町村名 | 交差する場所 | 交差する場所              |
| ------------------------------------ | -------- | -------- | ------------ | ------------------------- |
| 国道501号 熊本県道1号熊本玉名線      | 玉名市   | 玉名市   | 天水町部田見 | 天水町部田見交差点 / 起点 |
| 熊本県道113号玉名植木線 重複区間起点 | 玉名市   | 玉名市   | 天水町尾田   |                           |
| 熊本県道113号玉名植木線 重複区間終点 | 玉名郡   | 玉東町   | 大字原倉     |                           |
| 国道208号                            | 玉名郡   | 玉東町   | 大字木葉     | 終点                      |

### 交差する鉄道
- 九州新幹線
- 鹿児島本線

### 沿線
- 玉東町立山北小学校
- 玉名警察署 玉東駐在所
- JR九州鹿児島本線 木葉駅